# Adıyaman
Pour les articles homonymes, voir Adıyaman (homonymie).
Adıyaman (Semsûr en kurde), est une ville et un district du sud de la Turquie, préfecture de la province du même nom, possédant une population de 178 538 habitants en 2000.
En juillet 2011, a eu lieu dans cette ville la première réouverture d'une église syriaque depuis la création de la république de Turquie,.

## Personnalités célèbres
- Missak Manouchian (1906-1944) : poète, résistant, membre des Francs-tireurs et partisans - Main-d'œuvre immigrée.
- Yılmaz Güney y a grandi.